# 海員登記證

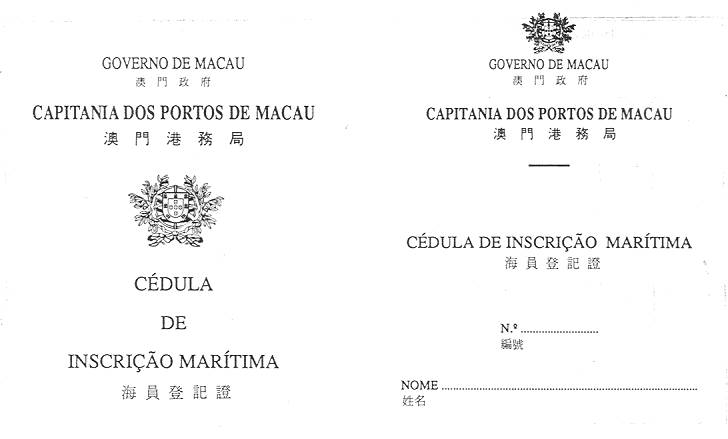
帶澳門盾徽之版本

海員登記證是為擬從事船員或根據第12/99/M號法令所指類似工作等海員職業的澳門人士發出之證件。

## 申請要求
一、有關海員職業規定年滿18歲的澳門居民方可申請海員登記。 
二、海員登記須向海事及水務局申請。

## 現狀
截至2020年3月31日海員登記證（註冊海員）之人數52人